# 雷阳书院 (望江县)
雷阳书院是安徽望江县的一座书院，原名为来仙书院。

## 历史
始建于清朝康熙19年（1680年），由望江知县陈柿祚（别名陈来仙）出资160两银子，在望江城东设立，因此命名为来仙书院。又因书院位于大雷水北岸（雷水之阳），故在康熙23年（1758年）更名为雷阳书院。书院遗址位于望江中学之内。1982年12月，成为县级重点文物保护单位。1998年2月，成为省级文物保护单位。